# Château de Seraing-le-Château
Le château de Seraing-le-Château se situe à Seraing-le-Château, section de la commune belge de Verlaine, dans la province de Liège, en Région wallonne.

## Historique
En 1425, le seigneur de Seraing est Jehan dele Marche (Marck). Le prince-évêque de Liège qui avait racheté Seraing à Godefroid de Marneffe, le donna à Guillaume de la Marck en 1477. En 1662, il passe par héritage au comte François-Egon de Fürstenberg, landgrave de Bar, et au comte Ferdinand de Löwenstein-Wertheim, puis en 1707, au baron de Moreau d’Hermalle, vicomte de Clermont. En 1708, il devient la propriété du comte Louis-Pierre de la Marck.
En 1812, le château de Seraing est acheté par la comtesse d'Oultremont, née Marie-Claire de Hamal, à la duchesse Charles d'Arenberg (1730-1820).
Au début des années 1950 Charles de Radzitzky d'Ostrowick vend le château à M.Dubois, un industriel.
En 1953, le château est mis en vente publique.
En 2015, Le château de La Marck à Seraing-le-Château, acheté il y a deux ans et demi par un couple de Hollandais, connaît une véritable transformation.